# ویلیام برنچ گیلز
ویلیام برنچ گیلز (به انگلیسی: William Branch Giles) سناتور سابق عضو حزب دموکرات-جمهوری‌خواه بود. وی در سال ۱۸۰۴ تا ۱۸۱۵ میلادی سناتور ایالت ویرجینیا در سنای ایالات متحده آمریکا بود.